# Paul Radu Popovăț
Paul Radu Popovăț ( n. 11 ianuarie 1937

) este un inginer constructor și politician român, fost primar al sectorului 2 în perioada februarie 1992 - iunie 1996 din partea PAC. A fost primul primar al sectorului 2 ales prin alegeri locale libere după 1989. Din iunie 1996 până în septembrie 2002 a fost consilier în Consiliul General al Municipiului București din partea PNL.

## Vezi și
- Lista primarilor sectoarelor bucureștene aleși după 1989

## Legături externe
- Arhitectii spagilor - ziaruldeinvestigatii.ro